# Lập trình lượng tử
Lập trình lượng tử là quá trình thiết kế hoặc ghép nối các chuỗi lệnh, được gọi là mạch lượng tử, sử dụng các cổng, công tắc và toán tử để điều khiển hệ thống lượng tử nhằm đạt được kết quả mong muốn hoặc kết quả của một thí nghiệm cho trước. Các thuật toán mạch lượng tử có thể được triển khai trên các mạch tích hợp, thực hiện bằng thiết bị đo lường, hoặc được viết bằng một ngôn ngữ lập trình để sử dụng với một máy tính lượng tử hoặc bộ xử lý lượng tử. Ngôn ngữ lập trình lượng tử được thiết kế không chỉ với mục đích giúp lập trình viên sử dụng như một công cụ lập trình mà còn nhằm thúc đẩy sự hiểu biết về hành vi của máy tính lượng tử đối với nhà nghiên cứu, giúp họ thảo luận về thuật toán lượng tử một cách chính thức.
Ngôn ngữ lập trình lượng tử có thể được chia thành hai nhóm chính: ngôn ngữ lập trình lượng tử có hướng lệnh (imperative quantum programming languages) và ngôn ngữ lập trình lượng tử có hướng chức năng (functional quantum programming languages). Trong đó, những ngôn ngữ lập trình lượng tử có hướng lệnh nổi tiếng nhất là QCL và LanQ.
Với ngôn ngữ lập trình lượng tử có hướng chức năng, có thể kể đến Selinger's QPL và QML. QML là một ngôn ngữ có tính chất tương tự như Haskell.
Các ngôn ngữ lập trình lượng tử cấp cao dựa trên tính toán lambda đã được đề xuất bởi các nhà nghiên cứu như van Tonder, Selinger và Valiron, Arrighi và Dowek.
Bài khảo sát về ngôn ngữ lập trình lượng tử của Simon Gay cung cấp thông tin về nghiên cứu ngôn ngữ lập trình lượng tử và danh sách sách tổng quát về lập trình lượng tử tính đến năm 2007.

## Tập lệnh lượng tử
Tập lệnh lượng tử được dùng để chuyển đổi các giải thuật bậc cao hơn sang lệnh vật lý có thể thực thi được ở bộ xử lý lượng tử. Thỉnh thoảng những lệnh này chỉ dành cho một nền tảng phần cứng nhất định như bẫy ion (ion trap) hay qubit siêu dẫn.

## Bộ phát triển phần mềm lượng tử
Bộ phát triển phần mềm lượng tử cung cập bộ sưu tập những công cụ để tạo và thao tác các chương trình lượng tử.

## Ngôn ngữ lập trình lượng tử
Có hai nhóm ngôn ngữ lập trình lượng tử chính: ngôn ngữ lập trình lượng tử mệnh lệnh và ngôn ngữ lập trình lượng tử hàm.

### Ngôn ngữ mệnh lệnh
Các đại diện nổi bật của ngôn ngữ mệnh lệnh là QCL, LanQ và Q|SI>.

### Ngôn ngữ hàm
Những nỗ lực đang được tiến hành để phát triển ngôn ngữ lập trình hàm cho tính toán lượng tử.